# Kathy Manning
Ne doit pas être confondu avec Katy Manning.
Pour les articles homonymes, voir Manning.
Kathy Manning, née le 3 décembre 1956 à Détroit (Michigan), est une avocate et femme politique américaine, membre du Parti démocrate. Elle est membre de la Chambre des représentants de 2021 à 2025

## Biographie
Née à Détroit, elle est diplômée de l'université Harvard — où elle fonde le premier groupe de chant a cappella de l'université, les Radcliffe Pitches —et de l'école de droit de l'université du Michigan. Elle s'installe finalement comme avocate à Greensboro où elle s'occupe de dossiers liées à l'immigration.
En 2018, Kathy Manning se lance dans la course pour la Chambre des représentants après que sa fille ait eu des difficultés à se faire rembourser une prescription médicale vitale de près de 10 000 $ par mois. L'accès à une couverture maladie correcte (Medicare) devient un des fers de lance de sa campagne. En janvier, elle apparaît sur la couverture du magazine Time au côté d'une cinquantaine d'autres candidates aux élections américaines inspirées à entrer en politique après la victoire de Donald Trump en 2016.
Le 3 novembre 2020, elle remporte le siège pour la Chambre des représentants dans le 6e district congressionnel de Caroline du Nord face au Républicain Lee Haywood avec 62,3 % des suffrages — soit 250 465 voix. Le 8 novembre 2022, elle est réélue en obtenant 53,9 % des voix.